# Пуэбло (поселение)
Пуэбло  (исп. Pueblo) — это поселение индейцев пуэбло на юго-западе США, в настоящее время в Нью-Мексико, Аризоне и Техасе. Постоянные поселения, в том числе некоторые из старейших постоянно населённых поселений в Соединённых Штатах, называются пуэбло (с маленькой буквы).

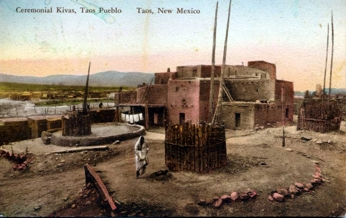
Пуэбло Таос. Не позднее 1923 года

Испанские исследователи севера Новой Испании использовали термин «пуэбло» для обозначения постоянных городов коренных народов, которые они нашли в этом регионе, в основном в Нью-Мексико и некоторых частях Аризоны, в бывшей провинции Нуэво-Мексико. Этот термин продолжал использоваться для описания сообществ, проживающих в многоквартирных домах, построенных из камня, самана и других местных материалов. Постройки обычно представляли собой многоэтажные здания, окружающие открытую площадь, в комнаты которой можно было попасть только по лестницам, поднимаемым и опускаемым жителями, что защищало их от взломов и нежелательных гостей. Население более крупных пуэбло составляло сотни и даже тысячи людей.
Несколько признанных на федеральном уровне племен традиционно проживали в пуэбло такого типа. Более поздняя архитектура Пуэбло-деко и современная архитектура возрождения Пуэбло, в которой сочетаются элементы традиционного дизайна Пуэбло и Испано, продолжают оставаться популярным архитектурным стилем в Нью-Мексико.
Этот термин теперь является частью собственного названия некоторых исторических мест, таких как Пуэбло в Акоме.

## Этимология
Слово «пуэбло» по-испански означает «город» или «деревня», а также «люди». Оно происходит от латинского корня populus, означающего «народ». Испанские колонисты применяли этот термин к своим гражданским поселениям, но только к тем поселениям коренных американцев, которые имели фиксированное местоположение и постоянные постройки. Менее постоянные поселения коренных жителей (например, в Калифорнии) часто назывались ранчериас, однако самый старый район Лос-Анджелеса был известен как Эль-Пуэбло-де-Нуэстра-Сеньорала-Рейна-де-лос-Анхелес-дель-Рио-де-Порсьункула или Эль-Пуэбло-де-Лос-Анджелес.
В центральной испанской Месете единицей поселения было и остается пуэбло; то есть большая зародившаяся деревня, окруженная собственными полями, без каких-либо отдаленных ферм, отделенная от своих соседей на некотором значительном расстоянии, иногда на десять миль [16 км] или около того. Требования аграрной рутины и потребность в обороне, простое желание человеческого общества в огромном одиночестве диктовали, что так должно быть. В настоящее время население пуэбло может исчисляться тысячами. Несомненно, в раннем средневековье они были намного меньше, но мы, вероятно, не будем сильно ошибаться, если будем думать, что их население насчитывало несколько сотен человек.
В долине Рио-Гранде в Нью-Мексико, особенно в регионе между Альбукерке, Санта-Фе и Таосом, слово «пуэбло» обозначает «отдельную культурную группу на юго-западе Соединённых Штатов» и их деревни. Музей антропологии Холмса определяет эту конкретную группу как «общую культуру с индивидуальными различиями, [которые] их связывают».

## Племена пуэбло
Из признанных на федеральном уровне индейских общин на Юго-Западе те, которые были определены королем Испании как пуэбло в то время, когда Испания уступила территорию Соединённым Штатам после войны за независимость США, юридически признаны как пуэбло Бюро по делам индейцев. Некоторые из пуэбло также попали под юрисдикцию Соединённых Штатов, по его мнению, в соответствии с их договором с Мексикой, которая на короткое время получила власть над территорией на юго-западе, уступленной Испанией после обретения Мексикой независимости. Есть 21 признанный на федеральном уровне штат Пуэбло, где проживают народы пуэбло. Их официальные федеральные названия следующие:
- Племя хопи в Аризоне (юто-ацтекский язык)
- Оке Овинге, Нью-Мексико (Кайова-Таноан)
- Пуэбло Акома, Нью-Мексико (Кересан)
- Пуэбло Кочити, Нью-Мексико (Кересан)
- Пуэбло Айлета, Нью-Мексико (Кайова-Таноан)
- Пуэбло Хемес, Нью-Мексико (Кайова-Таноан)
- Пуэбло Лагуна, Нью-Мексико (Кересан)
- Пуэбло Намбе, Нью-Мексико (Кайова-Таноан)
- Пуэбло Пикурис, Нью-Мексико (Кайова-Таноан)
- Пуэбло Похоаке, Нью-Мексико (Кайова-Таноан)
- Пуэбло Сан-Фелипе, Нью-Мексико (Кересан)
- Пуэбло Сан-Ильдефонсо, Нью-Мексико (Кайова-Таноан)
- Пуэбло Сандия, Нью-Мексико (Кайова-Таноан)
- Пуэбло Санта-Ана, Нью-Мексико (Кересан)
- Пуэбло Санта-Клара, Нью-Мексико (Кайова-Таноан)
- Пуэбло Таос, Нью-Мексико (Кайова-Таноан)
- Пуэбло Тесуке, Нью-Мексико (Кайова-Таноан)
- Пуэбло Зия, Нью-Мексико (Кересан)
- Санто-Доминго Пуэбло (также Кева Пуэбло), Нью-Мексико (Кересан)
- Ислета-дель-Сур-Пуэбло, Техас (Кайова-Таноан)
- Племя Зуни из резервации Зуни, Нью-Мексико (Зуни)

Одно непризнанное индейское племя пиро/мансо/тива из племени пуэбло Сан-Хуан-Гуадалупе, в настоящее время подает петицию в Министерство внутренних дел США о признании на федеральном уровне.

## Гражданские институты
Каждый пуэбло автономен и имеет собственную правительственную структуру. Несколько организаций служат объединению интересов различных пуэбло, включая базирующийся в Альбукерке

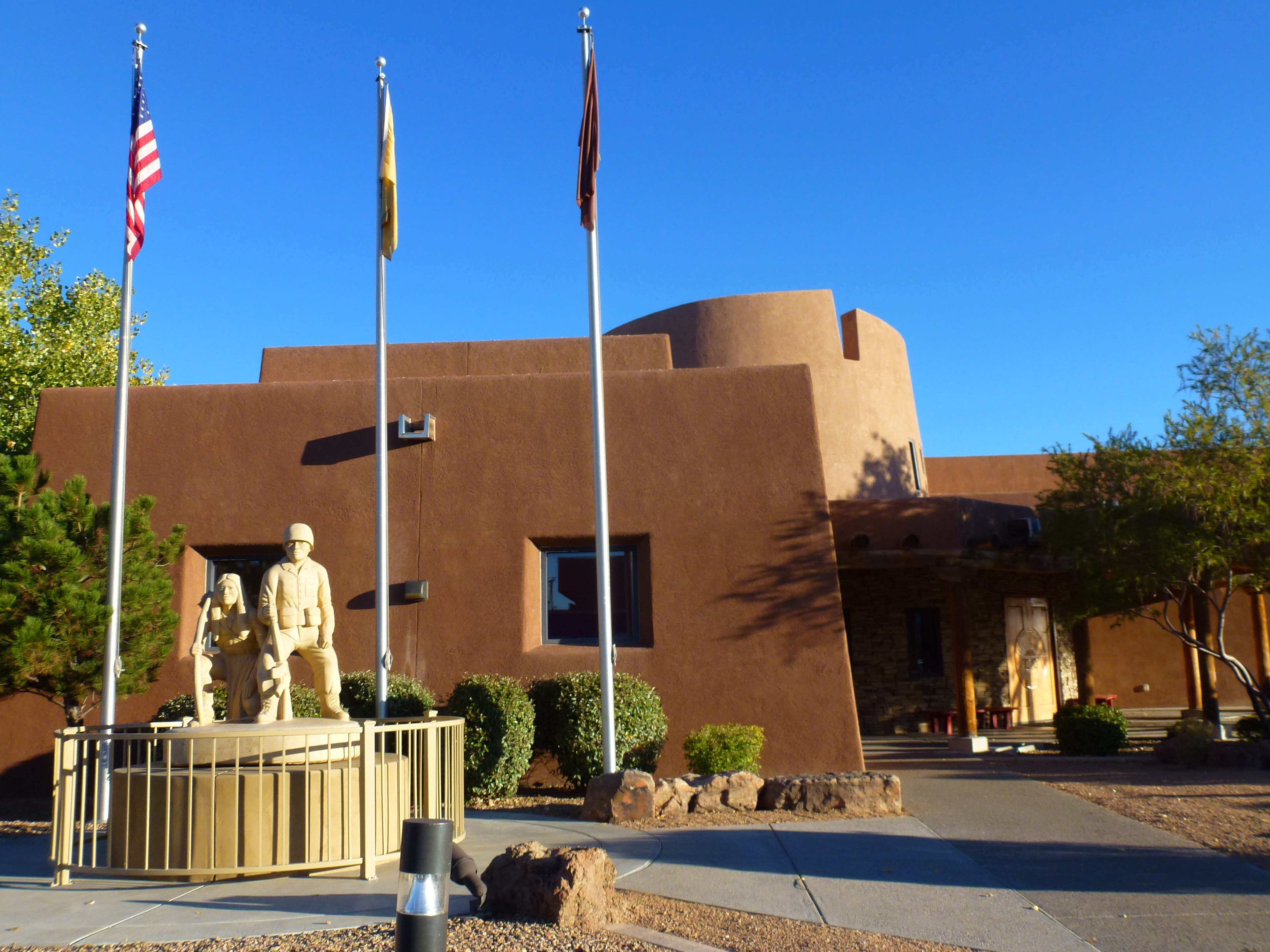
Культурный центр индейских пуэбло в Альбукерке, Нью-Мексико

Совет губернаторов всех пуэбло, который ведет коллективные переговоры о правах на землю и воду и защищает интересы пуэбло с правительством штата и федеральным правительством. Интересы восьми северных пуэбло обслуживает Совет восьми северных индийских пуэбло, базирующийся в Окай-Овинге (бывший Сан-Хуан-Пуэбло). Кочити, Джемез, Сандия, Санта-Ана и Зия обслуживаются Five Sandoval Indian Pueblos, некоммерческой организацией, базирующейся в Рио-Ранчо.
Культурный центр индейских пуэбло, основанный в 1976 году в Альбукерке, знакомит общественность со всеми пуэбло посредством искусства, танцев и образовательного опыта. В центре есть музей, в котором представлена история и артефакты Пуэбло, а также интерактивный дом-музей Пуэбло. В архиве хранится коллекция фотографий, книг и магнитофонных записей устных рассказов. Здесь также есть кафе и ресторан Indian Pueblo Kitchen, где подают блюда местной кухни.

## Исторические места

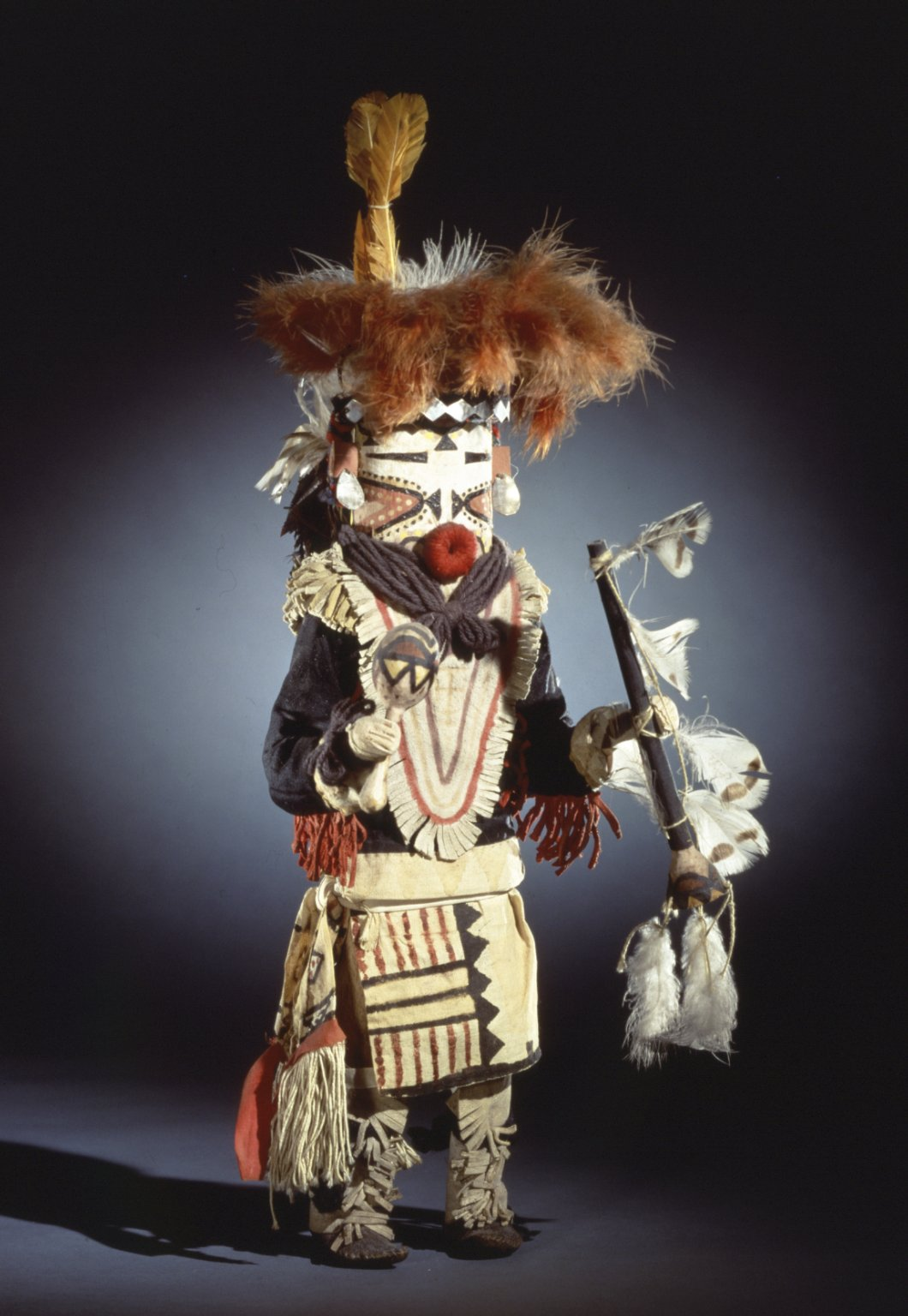
Кукла шевена. Пуэбло Зуни, 19 век

Доколумбовые города и деревни на юго-западе, такие как Акома, располагались на удобных для обороны позициях, например, на столовых горах. Антропологи и официальные документы часто называют древних жителей этого района культурами пуэбло. Например, Служба национальных парков заявляет: «Культуры позднего пуэбло построили большие интегрированные деревни, обнаруженные испанцами, когда они начали переселяться в этот район». Жители некоторых пуэбло, таких как пуэбло Таос, до сих пор живут в многовековых глинобитных зданиях пуэбло.
Современные жители часто содержат другие дома за пределами исторических пуэбло. Лёгкие методы строительства, напоминающие саман, теперь доминируют в архитектуре во многих пуэбло этого района, в близлежащих городах и на большей части юго-запада Америки.
Помимо современных пуэбло, по всему юго-западу расположены многочисленные руины, представляющие археологический интерес. Некоторые из них имеют относительно недавнее происхождение. Другие имеют доисторическое происхождение, например, жилища в скалах и другие жилища предков пуэблоанцев, которые возникли как народ примерно в 12 веке до нашей эры и начали строить свои пуэбло примерно в 750—900 годах нашей эры.

## Праздники

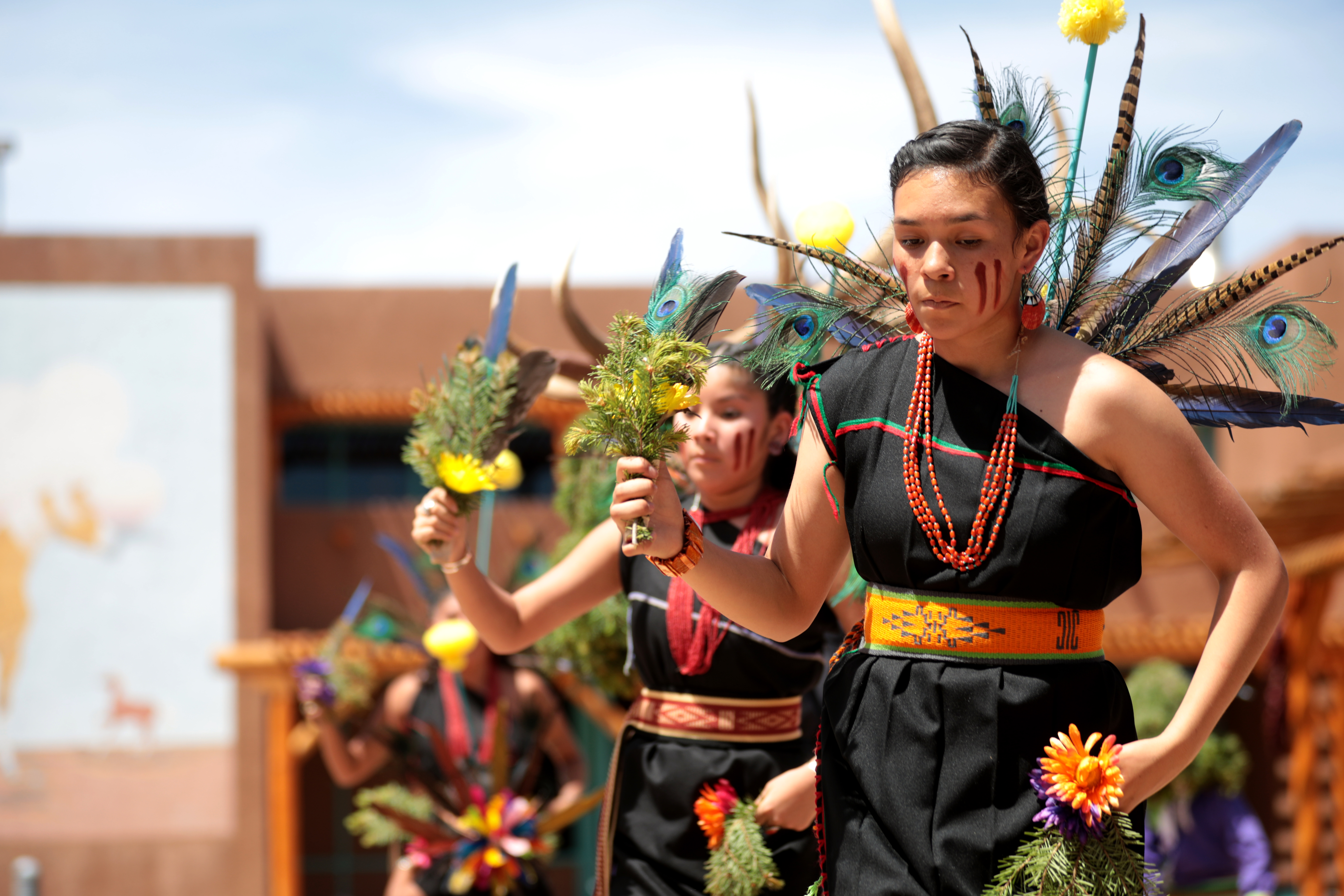
Праздник в индейском пуэбло

Многие пуэбло совмещают религию коренных пуэбло и римский католицизм. Жители пуэбло приглашают посторонних принять участие в праздничных днях, во время которых общины пуэбло проводят сезонные церемониальные танцы, а некоторые домохозяйства бесплатно кормят посетителей едой. Посетителям рекомендуется заранее согласовывать мероприятия с пуэбло.